# Hemigraphis griffithiana
Hemigraphis griffithiana är en akantusväxtart som beskrevs av T. Anders.. Hemigraphis griffithiana ingår i släktet Hemigraphis och familjen akantusväxter. Inga underarter finns listade i Catalogue of Life.